# 백지 수표
백지 수표(blank cheque, blank check, carte blanche) 또는 백지 어음은 기명날인이나 서명 이외의 어음·수표요건을 나중에 타인에게 기재시킬 의사로써 어음·수표가 될 서면에 기명날인 또는 서명하여 발행한 미완성의 어음이나 수표를 가리킨다. 이러한 백지 어음·수표는 완성된 불완전어음·수표, 즉 어음요건을 흠결한 완성어음·수표와는 구별해야 하며, 양자는 어음요건을 모두 기재한 것이 아니라는 점에선 백지 어음·수표는 나중에 보충시킬 의도로 일부러 어음·수표요건을 기재하지 않았다는 점에서 근본적인 차이가 있기 때문에 백지 어음·수표는 유효한 것으로 통용되나 불완전어음은 무효이다. 미완성으로 발행한 어음에 미리 한 합의와 다른 보충을 한 경우에는 그 위반으로써 소지인에게 대항하지 못한다. 그러나 소지인이 악의 또는 중대한 과실로 인하여 어음을 취득한 때에는 그러하지 아니하다. 백지 어음·수표는 백지를 보충한 후에야 지급·제시할 수 있다(어음법 제10조).

## 같이 보기
- 백지식배서
- 수표
- 타불라 라사